# Loxosceles simillima
Espèce
Synonymes
- Loxosceles spiniceps Lawrence, 1952

Loxosceles simillima est une espèce d'araignées aranéomorphes de la famille des Sicariidae.

## Distribution
Cette espèce se rencontre en Namibie, au Botswana, au Zimbabwe et en Afrique du Sud,.

## Taxinomie
Cette espèce a été relevée de sa synonymie avec Loxosceles spinulosa par Lotz en 2012 ou elle avait été placée par Newlands en 1975.

## Publication originale
- Lawrence, 1927 : Contributions to a knowledge of the fauna of South-West Africa V. Arachnida. Annals of the South African Museum, vol. 25, no 1, p. 1-75 (texte intégral).